# ریخت بین واریته‌های جبری
در هندسه جبری، تابعی چون {\displaystyle f\colon Y\to k} از واریته {\displaystyle Y} به میدان زیرینش (مثلاً {\displaystyle k})، منظم (Regular) است اگر برای هر نقطه دلخواهی چون {\displaystyle P} در {\displaystyle Y}، همسایگی حول آن نقطه وجود داشته باشد به گونه‌ای که {\displaystyle f(P)} را بتوان با کسری چون {\displaystyle f/g} بیان نمود، که در آن {\displaystyle f,g} چندجمله‌ای‌هایی در حلقه مختصاتی {\displaystyle Y} می‌باشند. نگاشت منظم از واریته دلخواه {\displaystyle X} به فضای آفین {\displaystyle \mathbb {A} ^{n}}، نگاشتی است که به صورت n-تایی از توابع منظم تعریف می‌گردد. ریخت (Morphism) بین دو واریته {\displaystyle X,Y}، نگاشت پیوسته‌ای چون {\displaystyle \varphi \colon X\to Y} است چنان‌که برای هر مجموعه بازی چون {\displaystyle V\subseteq Y} و هر تابع منظمی چون {\displaystyle f\colon V\to k}، تابع {\displaystyle f\circ \varphi \colon \varphi ^{-1}(V)\to k} نیز منظم باشد. ترکیب ریخت‌ها، ریخت اند، لذا تشکیل رسته می‌دهند. در این رسته، ریختی که معکوس داشته باشد را «یکریختی» (Isomorphism) گویند. می‌گوییم دو واریته {\displaystyle X,Y} یکریخت اند اگر یکریختی بینشان وجود داشته باشد، به طور معادل: اگر حلقه مختصاتیشان به عنوان جبرهای روی میدان‌های زیرینشان با هم یکریخت باشند (یعنی {\displaystyle A(X)\cong A(Y)}).
سیلورمن ریخت را به عنوان نگاشت گویایی تعریف می‌کند که در تمام نقاطش منظم باشد.

## ارجاعات
1. ↑  Hartshorne 1997, p. 15, the first two definitions.
2. 1 2  Harris 1992, p. 21, Regular Maps.
3. ↑  Hartshorne 1997, p. 15-16, Third Def. on page 15.
4. ↑  Hartshorne 1997, p. 16, The first paragraph.
5. ↑  Silverman 2009, p. 12, Definition.